# Wydarzenia
Wydarzenia (tạm dịch: Sự kiện) là chương trình thời sự do đài truyền hình Polsat sản xuất. Phát sóng lần đầu vào năm 2004.